# STS-102
STS-102 foi uma missão da NASA realizada pelo ônibus espacial Discovery. Lançada em março de 2001 do Centro Espacial John F. Kennedy, na Flórida, tinha como principal objetivo a substituição da tripulação permanente da Estação Espacial Internacional.

## Tripulação
| Posição                  | Tripulantes         | Duração          | Pousou na |
| ------------------------ | ------------------- | ---------------- | --------- |
| Comandante               | James D. Wetherbee  | 12d 19h 49m 32s  | STS-102   |
| Piloto                   | James M. Kelly      | 12d 19h 49m 32s  | STS-102   |
| Especialista de Missão 1 | Andrew S. W. Thomas | 12d 19h 49m 32s  | STS-102   |
| Especialista de Missão 2 | Paul W. Richards    | 12d 19h 49m 32s  | STS-102   |
| Especialista de Missão 3 | James S. Voss       | 167d 06h 40m 49s | STS-105   |
| Especialista de Missão 4 | Susan J. Helms      | 167d 06h 40m 49s | STS-105   |
| Especialista de Missão 5 | Iuri V. Usachev     | 167d 06h 40m 49s | STS-105   |

### Retornando da ISS
| Posição           | Tripulantes      | Duração          | Lançou na   |
| ----------------- | ---------------- | ---------------- | ----------- |
| Tripulante da ISS | Sergei Krikalev  | 140d 23h 38m 54s | Soyuz TM-31 |
| Tripulante da ISS | Yuri Gidzenko    | 140d 23h 38m 54s | Soyuz TM-31 |
| Tripulante da ISS | William Shepherd | 140d 23h 38m 54s | Soyuz TM-31 |